# Maxthon
Maxthon je multiplatformní webový prohlížeč vyvíjený společností Maxthon International. Podle statistik je šestým celosvětově nejpoužívanějším prohlížečem. Maxthon je už v základu (bez použití rozšíření) nadprůměrně vybavený prohlížeč a přinesl i řadu inovací, které později nabídly také další prohlížeče.
Název Maxthon navrh' dnes již neznámý uživatel z Dublinu na dotaz zakladatele Jeffa Chena. Vznikl spojením výrazů Max (maximum) a Marathon, což má symbolizovat především rychlost a spolehlivost. V internetových diskuzích se také často používá pouze zkratka „MX“. Označení „Maxthon“ se hovorově zjednodušeně používá jak pro jednotlivé produkty (a jejich verze), tak pro název společnosti.

## Historie

### MyIE
První verze prohlížeče vyvíjené v letech 1999–2005 nesly název MyIE. Tato původně nadstavba webového prohlížeče Internet Explorer (přesněji jen jeho jádra) byla postavena na vykreslovacím jádře Trident. MyIE umožnil prohlížení v záložkách (kartách). V roce 2002 jako první prohlížeč zpřístupnil pokročilé ovládání pomocí gest myší (mouse gestures).[zdroj?] Prohlížeč nabídl také spoustu dalších funkcí hlavně pro pokročilé uživatele.

### Maxthon Classic (verze 1) a Maxthon 2
V roce 2005 byl prohlížeč přejmenován na Maxthon. Začal být postupně vyvíjen jako samostatný webový prohlížeč. Kromě vykreslovacího jádra Trident bylo ve verzi 1.x možné použít i jádro Gecko (používané například v prohlížeči Mozilla Firefox) avšak pouze s experimentální podporou. Maxthon byl první prohlížeč, který umožnil online synchronizaci záložek (oblíbených položek) napříč platformami (od verze 1.3.1 vydané v roce 2005). Oproti většině konkurenčních webových prohlížečů přidal Maxthon ještě poměrně velké množství voleb pro nastavení uživatelského rozhraní, blokování reklam, skinovatelnost, online poznámky, RSS čtečku, gesta myší, zobrazení videa v samostatném okně, zachytávání obrazovky, ztlumení zvuků, uživatelské profily, relace a další. Zajímavostí je, že Maxthon 2 přišel se zcela novým uživatelským rozhraním a začala stavět znovu od začátku (to samé se později stane také u verze 3). V roce 2007 se Maxthon stal prvním prohlížečem, který nabídl izolované karty pro zvýšení bezpečnosti (SandBox). Maxthon ve verzi 2.5 přinesl nové více vláknové zpracování (multithreading) pro izolaci záložek (karet) od prohlížeče, to znamená, že když jedna stránka zamrzne, tak nezpůsobí zamrznutí či pád celého prohlížeče.

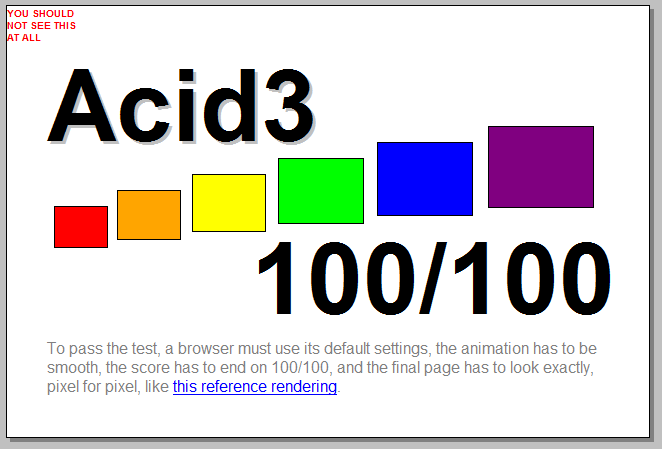
Maxthon 3 v testu Acid3

### Maxthon 3
Od třetí verze oficiálně vydané v roce 2009 Maxthon přešel na vykreslovací jádro WebKit (používaného například v prohlížečích Safari nebo později Google Chrome) s možností přepnutí zpět na původní jádro Trident. Dočkal se modernějšího vzhledu a několika dalších rozšiřujících funkcí, například nočního režimu. Bohužel stejně jako u Maxthon 2 i řada původních funkcí nebyla po přechodu na nové jádro znovu implementována nebo jen v omezené funkčnosti. Vývojáři se nyní snaží funkce implementovat tak aby oslovili více lidí, ne jen pokročilé uživatele.
V roce 2011 vyšla i verze pro Mac OS X.

### Maxthon Mobile
V roce 2010 byla vydána verze pro mobilní telefony pro operační systém Android. Následovala i verze pro tablety, později však byly obě verze sjednoceny. V roce 2011 vyšla verze i pro Amazon Kindle Fire. V roce 2012 pak přišla verze pro zařízení s iOS (Apple) a o rok později i pro Windows Phone.

### Maxthon Cloud (verze 4)
Čtvrtá generace prohlížeče Maxthon vydaná v roce 2013 má přívlastek Cloud a přináší ještě větší míru využívání vzdáleného úložiště jak pro synchronizaci Oblíbených a nastavení mezi různými zařízeními, tak pro sdílení s přáteli nebo ukládání souborů. Cloudové služby vyžadují, aby byl uživatel přihlášen ke svému Maxthon účtu, nicméně prohlížeč je plnohodnotně použitelný i bez využití této funkce. Poskytuje také možnost odesílání SMS na telefonní čísla. Od verze 4.2 používá jádro Blink.

### Maxthon Nitro
V roce 2014 byla vypuštěna samostatná větev prohlížeče zaměřená na rychlost a jednoduchost. V prvních alpha verzích nese název MxNitro (Mx jako zkratka pro Maxthon). První oficiálně stabilní verze s označením Nitro (v1.0.0.1000) byla vydána 12. prosince 2014.

### Maxthon 5 (MX5)
Je multiplatformní (iOS, Android), přináší nové funkce jako Maxnote pro psaní poznámek, správce hesel Passkeeper nebo virtuální poštovní schránka UUMail.

### Maxthon 6 (MX6)
Poslední verze 6.1.1.1000 je postavená na jádře Chromium 88 a je kompatibilní s rozšířeními pro Chrome. Ke stažení je i 64bitová portable verze (84 MB). Seznam všech příkazů získáte po zadání adresy mx://about/